# Nauru na Mistrzostwach Świata w Lekkoatletyce 2007
Nauru na Mistrzostwach Świata w Lekkoatletyce 2007 reprezentowało dwoje zawodników (1 mężczyzna, 1 kobieta).

## Występy reprezentantów Nauru

### Mężczyźni

#### Konkurencje biegowe
| Konkurencja   | Zawodnik   | Eliminacje | Eliminacje | Ćwierćfinał   | Ćwierćfinał   | Półfinał      | Półfinał      | Finał         | Finał         |
| Konkurencja   | Zawodnik   | Rezultat   | Pozycja    | Rezultat      | Pozycja       | Rezultat      | Pozycja       | Rezultat      | Pozycja       |
| ------------- | ---------- | ---------- | ---------- | ------------- | ------------- | ------------- | ------------- | ------------- | ------------- |
| Bieg na 100 m | JJ Capelle | 11,02      | 6          | Nie awansował | Nie awansował | Nie awansował | Nie awansował | Nie awansował | Nie awansował |

### Kobiety

#### Konkurencje biegowe
| Konkurencja   | Zawodniczka         | Eliminacje | Eliminacje | Ćwierćfinał    | Ćwierćfinał    | Półfinał       | Półfinał       | Finał          | Finał          |
| Konkurencja   | Zawodniczka         | Rezultat   | Pozycja    | Rezultat       | Pozycja        | Rezultat       | Pozycja        | Rezultat       | Pozycja        |
| ------------- | ------------------- | ---------- | ---------- | -------------- | -------------- | -------------- | -------------- | -------------- | -------------- |
| Bieg na 100 m | Rosa Mystique Jones | 12,69      | 7          | Nie awansowała | Nie awansowała | Nie awansowała | Nie awansowała | Nie awansowała | Nie awansowała |